# あま市指定文化財一覧
あま市指定文化財一覧（あまししていぶんかざいいちらん）は、愛知県あま市指定の文化財を一覧化したものである。
| 種別     | 名称                 | 員数              | 時代                     | 指定年月日                 | 所在地               | 所有者又は管理者       |
| -------- | -------------------- | ----------------- | ------------------------ | -------------------------- | -------------------- | ---------------------- |
| 彫刻     | 金銅阿弥陀如来立像   | 1軀               | 明応9年（1500年）        | 1991年（平成3年）12月11日  | 花長川内70           | 普明院                 |
| 彫刻     | 二十五菩薩面         | 25面              | 室町時代～江戸時代初期作 | 2016年（平成28年）2月25日  | 蜂須賀大寺1352       | 池鈴山蓮華寺           |
| 工芸     | 梵鐘                 | 1口               | 元和4年（1618年）        | 1996年（平成8年）2月1日    | 七宝町桂郷内1608     | 月桂山法光寺           |
| 工芸     | 雲版                 | 1面               | 宝暦11年（1761年）       | 2000年（平成12年）11月1日  | 七宝町桂郷内1679     | 天桂山廣濟寺           |
| 工芸     | 間取り花鳥文大花瓶   | 1点               | 1897年（明治30年）頃作   | 2015年（平成27年）1月27日  | 七宝町遠島十三割2000 | 七宝焼アートヴィレッジ |
| 書跡     | 家康筆徳政免除証文   | 1通               | 永禄7年（1564年）        | 1985年（昭和60年）11月8日  | 花正七反地1          | 美和歴史民俗資料館     |
| 書跡     | 俳諧相伝名目         | 1巻               | 享保11年（1726年）       | 1989年（平成元年）11月10日 | 花正七反地1          | 美和歴史民俗資料館     |
| 史跡     | 甚目寺境内地         | 9,193平方メートル | 甚目寺遺跡               | 1984年（昭和59年）3月1日   | 甚目寺東大門24       | 鳳凰山甚目寺           |
| 史跡     | 七宝焼原産地道標     | 1基               | 明治28年（1895年）       | 2000年（平成12年）11月1日  | 七宝町桂北海道       | あま市                 |
| 歴史資料 | 冨塚村水帳           | 3冊               | 慶長13年（1608年）       | 1987年（昭和62年）2月2日   | 花正七反地1          | 美和歴史民俗資料館     |
| 無形民俗 | 香の物祭             | 1                 | 8月21日実施              | 1985年（昭和60年）4月22日  | 上萱津車屋19         | 萱津神社               |
| 無形民俗 | 下之森オコワ祭       | 1                 | 2月11日実施              | 2012年（平成24年）10月22日 | 七宝町下之森         | 下之森地区             |
| 無形民俗 | 木田八剱社湯の花神事 | 1                 | 10月第2日曜実施          | 2012年（平成24年）10月22日 | 木田宮東16           | 木田地区               |
| 無形民俗 | 二十五菩薩お練り供養 | 1                 | 4月第3日曜実施           | 2016年（平成28年）2月25日  | 蜂須賀大寺1352       | 池鈴山蓮華寺           |